# Zalaszombatfa
Zalaszombatfa es un pueblo ubicado en el condado de Zala, Hungría.

## Superficie
Posee una superficie de 5,89 kilómetros cuadrados.

## Demografía
Hasta 2021 la población era de 51 habitantes, con una densidad de población de 8,65 habitantes por kilómetro cuadrado. En 2011 el 100% de la población estaba conformada por húngaros y la religión predominante era el catolicismo.